# Naturkræfter
Naturkræfterne betegner i fysikken de fire fundamentale kræfter, der står bag alle vekselvirkninger i Universet. Alle andre kræfter kan afledes af disse fire, f.eks. er friktion (gnidningsmodstand) en elektromagnetisk kraft.
| De fire fundamentale kræfter | De fire fundamentale kræfter | De fire fundamentale kræfter |
| Navn                         | Relativ størrelse            | Afstandsafhængighed          |
| ---------------------------- | ---------------------------- | ---------------------------- |
| Stærk kernekraft             | 1040                         | 1/r7                         |
| Elektromagnetisme            | 1038                         | 1/r2                         |
| Svag kernekraft              | 1015                         | fra 1/r5 til 1/r7            |
| Gravitation                  | 100                          | 1/r2                         |

## Den elektromagnetiske kraft
Den elektromagnetiske kraft eksisterer over alt og påvirker elektrisk ladede partikler. Dette sker med en kraft, som skaber bevægelse i partiklerne. I det elektromagnetiske felt bliver partiklernes ladning samtidig påvirket.
Denne opdagelse blev gjort af den danske professor H.C. Ørsted i 1820.

## Den stærke kernekraft
Mellem to kvarker findes den stærkeste af de 4 kræfter. Den dannes, da både protoner og neutroner er sammensat af kvarker. Her sker der vekselvirkning, der binder nukleonerne i atomet sammen.

## Den svage kernekraft
Mellem elementarpartikler kan der dannes den svage kraft. Det sker ved, at neutrinoer vekselvirker. Når de vekselvirker, er der kun andre partikler gennem denne vekselvirkning, og dette er årsagen til neutrinoernes enorme gennemtrængningsevne. Virkningen kræver, at afstanden er mindre end atomkernernes størrelse. Dette er grundlaget for, at vi til dagligt ikke mærker meget til den svage kraft.

## Gravitionskraften
Gravitionskraften, eller tyngdekraften, virker effektivt på alle partikler. Tyngdekraften er den svageste af de fire vekselvirkninger, men den er utrolig langtrækkende og derfor meget effektfuld.
Afstanden mellem atomernes størrelse er irrelevant og har ingen betydning. Grundet at tyngdekraften er en milliard gange svagere end de andre vekselvirkninger. Tyngdekraften er derimod utrolig betydningsfuld på større områder som fx vores jordklode. Det er også tyngdekraften, som styrer planeternes bevægelse. Man kan på vores jordklode mærke tyngdekraften stærkere end på nogle andre planeter fx Mars. Tyngdekraften er svingende over jordens areal. Dette kan ses på billedet. Disse forskelligheder skyldes, at Jorden ikke er helt kugleformet.

## Naturkræfter og energiniveauer
Ved høje temperaturer og energiniveauer "opfører" den elektromagnetiske kraft og den svage kernekraft sig som én og samme kraft; den såkaldte elektrosvage kraft. Desuden peger de såkaldte Grand Unified Theory (GUT) på, at ved endnu højere energi- og temperatur-niveauer "smelter" denne elektrosvage kraft sammen med den stærke kernekraft. Dette har ført til spekulationer om, at alle fire kernekræfter ved endnu højere energiniveauer synes at virke som én fælles "stam-kraft" – denne enlige naturkraft kan have eksisteret i Universets allertidligste sekunder efter Big Bang.